# Белес
Беле́с (каз. Белес) — село у складі Байтерецького району Західноказахстанської області Казахстану. Адміністративний центр Белеського сільського округу.
У радянські часи село називалось Ростоші.
Населення — 1582 особи (2021; 1495 у 2009, 1511 у 1999, 1323 у 1989).